# 1371年
| 千纪： | 2千纪 |
| 世纪： | 13世纪 \| 14世纪 \| 15世纪                                                                                 |
| 年代： | 1340年代 \| 1350年代 \| 1360年代 \| 1370年代 \| 1380年代 \| 1390年代 \| 1400年代                           |
| 年份： | 1366年 \| 1367年 \| 1368年 \| 1369年 \| 1370年 \| 1371年 \| 1372年 \| 1373年 \| 1374年 \| 1375年 \| 1376年 |
| 纪年： | 辛亥年（猪年）；明洪武四年；明升開熙五年；北元宣光元年；越南紹慶二年；日本南朝建德二年，北朝應安四年       |

## 大事记
- 正月，明朝稳定了北方的局势後，由征西將軍湯和與征虜前將軍傅友德發動明滅夏之戰。
- 六月，湯和、傅友德率領的明朝軍隊攻破重慶，明昇出降，明夏滅亡。
- 八月，明朝攻破保宁（今四川阆中），擒獲明夏将領吳友仁，明滅夏之戰结束
- 明太祖朱元璋發佈首個海禁令，開始了長達400多年橫跨明、清兩朝的鎖國政策。
- 元昭宗改元宣光。
- 元朝遼陽行省平章劉益降明，明朝占領遼寧南部。
- 7月13日，傅友德率領的明朝軍隊攻占夏國統治下的漢州。
- 9月26日，奧斯曼帝國在马里查战役擊敗巴爾幹半島聯軍。

## 出生
- 鄭和（1433年逝世，62岁），中國航海家、外交家。
- 朱椿，明朝蜀献王，明太祖朱元璋第十一子。
- 朱柏，明朝湘王，明太祖朱元璋第十二子。